# Estación Ávila
Estación Ávila o Estación de Teleférico Ávila es la segunda de las 5 estaciones originales del teleférico turístico de Caracas, y la estación final del Teleférico actual llamado Warairarepano y antes Ávila Mágica localizado en el Municipio Libertador al oeste del Distrito Metropolitano de Caracas y al centro norte del país sudamericano de Venezuela. Debe su nombre al Parque nacional El Ávila donde se encuentran sus instalaciones.

## Descripción
Aunque originalmente era el segundo punto en el sistema teleférico construido en la década de 1950, con su cierre a finales de 1970 y su reinauguración en el año 2000 se convirtió en la última estación del sistema. El tramo Maripérez – Ávila se inauguró concretamente el 14 de septiembre de 1955 y fue abierto plenamente en 1956. Permite acceder al Parque nacional El Ávila y a diversos restaurantes, cafés, areperas, caminerias y sitios de interés como el histórico y emblemático Hotel Humdbolt, un edificio que está a una altitud de 2140 m s. n. m., y cuya arquitectura está compuesta por una torre circular que permite una vista de 360°. Con una altura de 59.50 metros, tiene 19 pisos. En el pasado esta estación permitía la comunicación con las desaparecida estaciones El Irón - Loma de Caballo y El Cojo.

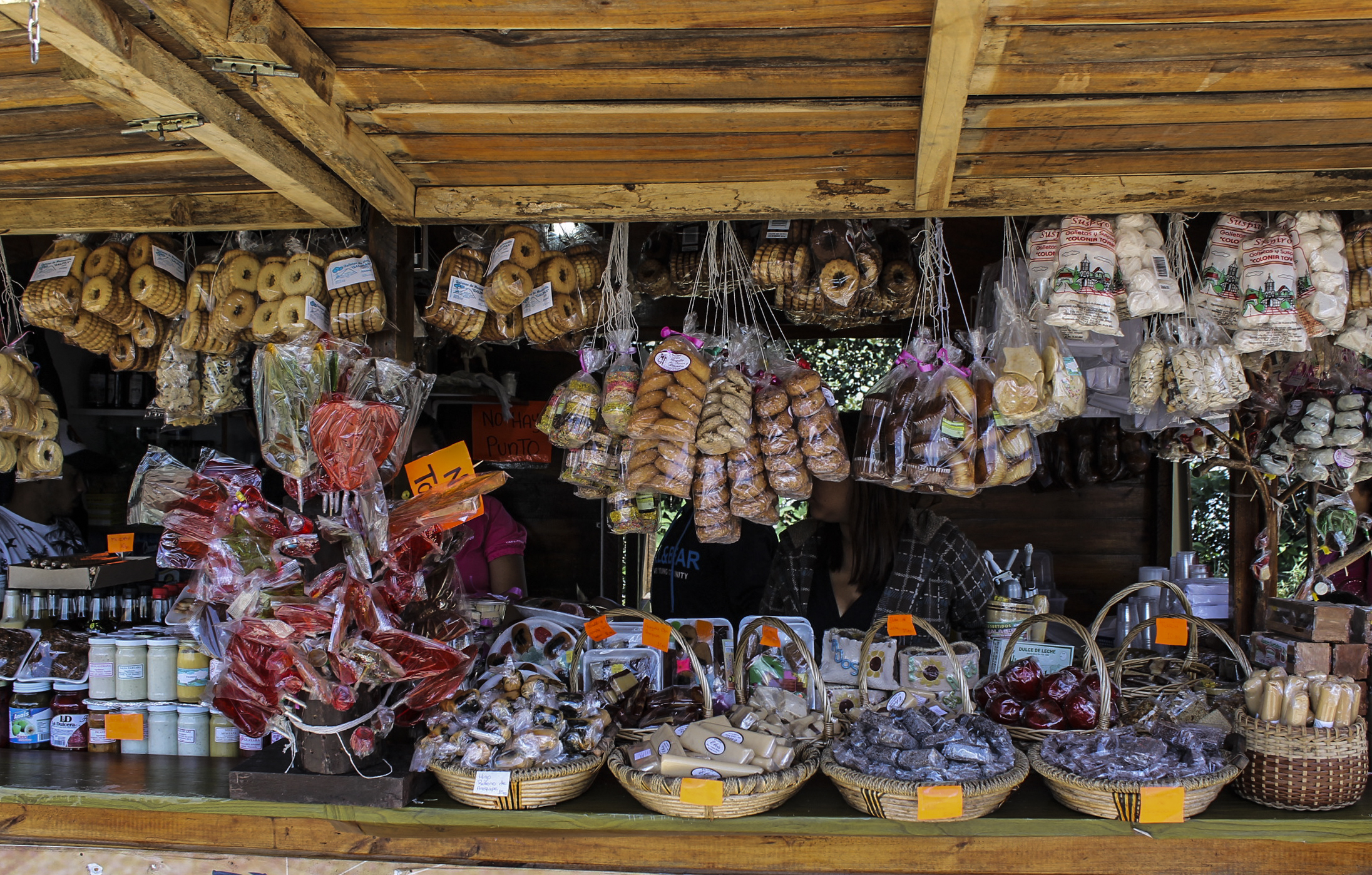
Puestos comerciales ubicados en las caminerias que conducen a la estación

## Véase también

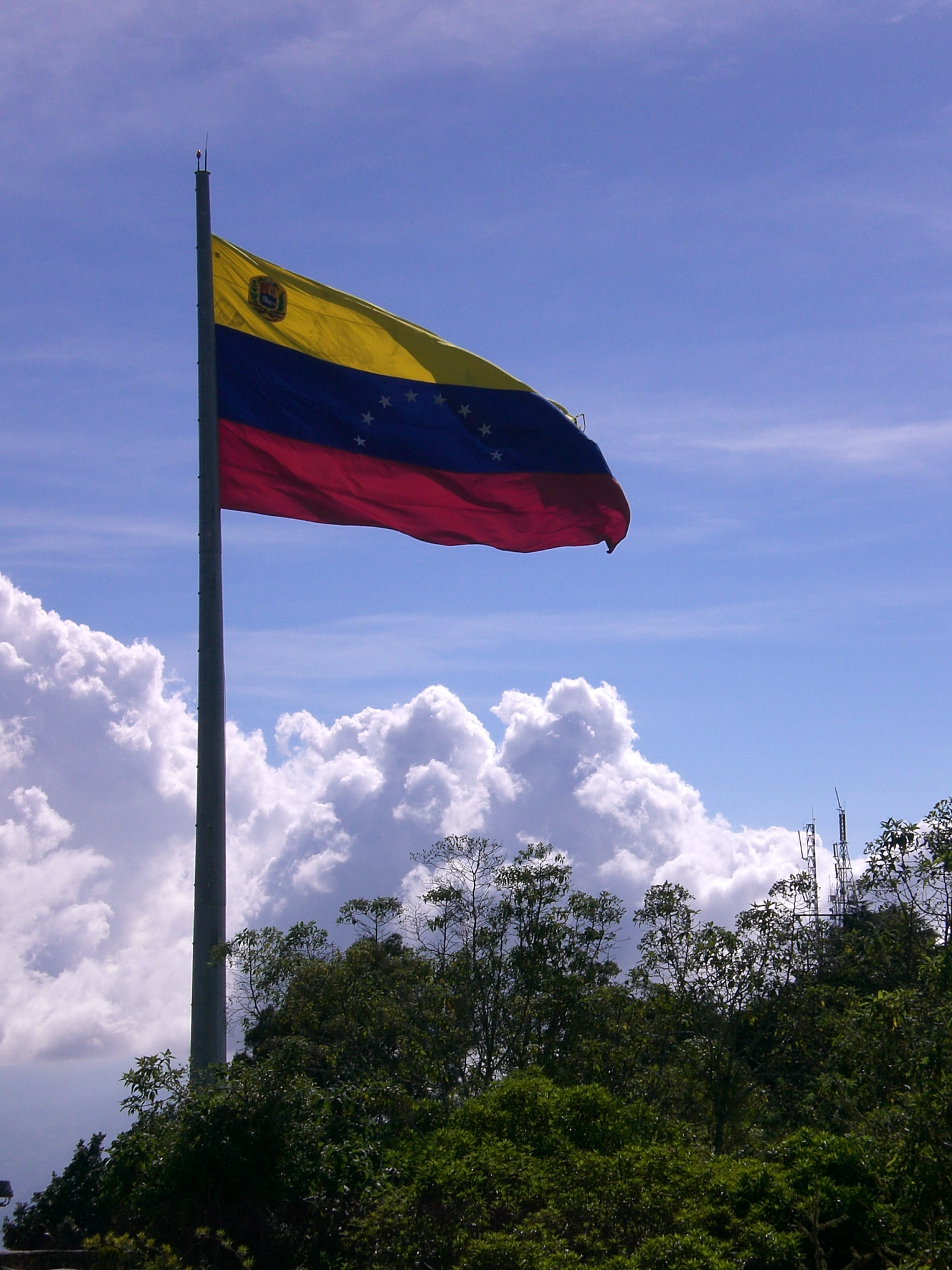
Bandera de Venezuela en los alrededores de la estación.